# 사법연수원 부원장
사법연수원 부원장(司法硏修院 副院長)은 원장을 보좌하여 사법연수원의 사무를 처리하는 직위이다.

## 임명
- 검사 중에서 대법원장이 임명한다.

## 역할
- (법원조직법 제73조제3항) 부원장은 원장을 보좌하여 사법연수원의 사무를 처리하며, 원장이 궐위되거나 부득이한 사유로 직무를 수행할 수 없을 때에는 그 권한을 대행한다.

## 역대 부원장

### 사법연수원 부원장
| 대법원장 | 대수           | 이름                              | 임기                               | 비고                |
| -------- | -------------- | --------------------------------- | ---------------------------------- | ------------------- |
| 민복기   | 초대           | 이병호(李丙浩)                    | 1971년 9월 7일 ~ 1973년 4월 1일    |                     |
| 민복기   | 2대            | 최봉길(崔鳳吉)                    | 1977년 1월 4일 ~ 1979년 8월 6일    |                     |
| 이영섭   | 2대            | 최봉길(崔鳳吉)                    | 1977년 1월 4일 ~ 1979년 8월 6일    |                     |
| 3대      | 정기승(鄭起勝) | 1980년 6월 1일 ~ 1981년 4월 21일  |                                    |                     |
| 김용철   | 4대            | 최상엽(崔相曄)                    | 1981년 4월 27일 ~ 1981년 12월 16일 |                     |
| 김용철   | 5대            | 서정신(徐廷信)                    | 1981년 12월 17일 ~ 1983년 7월 31일 |                     |
| 김용철   | 6대            | 김형표(金炯杓)                    | 1983년 8월 1일 ~ 1985년 3월 4일    |                     |
| 김용철   | 7대            | 강원일(姜原一)                    | 1985년 3월 5일 ~ 1986년 5월 1일    |                     |
| 김용철   | 8대            | 지헌범(池憲範)                    | 1986년 5월 2일 ~ 1987년 6월 7일    |                     |
| 김용철   | 9대            | 문종수(文鍾洙)                    | 1987년 6월 8일 ~ 1989년 3월 28일   |                     |
| 이일규   | 9대            | 문종수(文鍾洙)                    | 1987년 6월 8일 ~ 1989년 3월 28일   |                     |
| 10대     | 노승행(魯勝行) | 1989년 3월 29일 ~ 1991년 4월 18일 |                                    |                     |
| 김덕주   | 11대           | 최신석(崔信錫)                    | 1991년 4월 19일 ~ 1993년 3월 16일  |                     |
| 김덕주   | 12대           | 박인수(朴仁秀)                    | 1993년 3월 17일 ~ 1994년 9월 15일  |                     |
| 윤관     | 12대           | 박인수(朴仁秀)                    | 1993년 3월 17일 ~ 1994년 9월 15일  |                     |
| 13대     | 강신욱(姜信旭) | 1994년 9월 16일 ~ 1995년 9월 19일 |                                    |                     |
| 14대     | 이명재(李明載) | 1995년 9월 20일 ~ 1997년 8월 13일 |                                    |                     |
| 15대     | 김각영(金珏泳) | 1997년 8월 14일 ~ 1999년 2월 21일 |                                    |                     |
| 16대     | 송광수(宋光洙) | 1999년 2월 22일 ~ 1999년 6월 8일  |                                    |                     |
| 최종영   | 17대           | 황선태(黃善泰)                    | 1999년 6월 9일 ~ 2000년 7월 14일   |                     |
| 최종영   | 18대           | 박태종(朴泰淙)                    | 2000년 7월 15일 ~ 2001년 5월 30일  |                     |
| 최종영   | 19대           | 김성호(金成浩)                    | 2001년 5월 31일 ~ 2002년 2월 7일   |                     |
| 최종영   | 20대           | 홍석조(洪錫肇)                    | 2002년 2월 8일 ~ 2003년 3월 12일   |                     |
| 최종영   | 21대           | 정충수(鄭忠秀)                    | 2003년 3월 13일 ~ 2003년 3월 20일  |                     |
| 최종영   | 22대           | 정진호(鄭振昊)                    | 2003년 3월 21일 ~ 2004년 5월 31일  |                     |
| 최종영   | 23대           | 김희옥(金熙玉)                    | 2004년 6월 1일 ~ 2005년 4월 7일    |                     |
| 최종영   | 24대           | 명동성(明東星)                    | 2005년 4월 8일 ~ 2006년 2월 5일    |                     |
| 이용훈   | 24대           | 명동성(明東星)                    | 2005년 4월 8일 ~ 2006년 2월 5일    |                     |
| 25대     | 박상옥(朴商玉) | 2006년 2월 6일 ~ 2007년 3월 4일   |                                    |                     |
| 26대     | 조근호(趙根晧) | 2007년 3월 5일 ~ 2008년 3월 10일  |                                    |                     |
| 27대     | 김홍일(金洪一) | 2008년 3월 11일 ~ 2009년 1월 18일 |                                    |                     |
| 28대     | 길태기(吉兌基) | 2009년 1월 19일 ~ 2009년 8월 11일 |                                    |                     |
| 29대     | 박청수(朴淸洙) | 2009년 8월 12일 ~ 2010년 7월 14일 |                                    |                     |
| 30대     | 최재경(崔在卿) | 2010년 7월 15일 ~ 2011년 8월 21일 |                                    |                     |
| 양승태   | 31대           | 이재원(李載沅)                    | 2011년 8월 22일 ~ 2012년 7월 16일  |                     |
| 양승태   | 32대           | 송해은(宋海죍)                    | 2012년 7월 18일 ~ 2013년 4월 5일   |                     |
| 양승태   | 33대           | 임권수(林權洙)                    | 2013년 4월 10일 ~ 2013년 12월 23일 |                     |
| 양승태   | 34대           | 이건주(李健周)                    | 2013년 12월 24일 ~ 2015년 2월 6일  |                     |
| 양승태   | 35대           | 이명재(李明宰)                    | 2015년 2월 11일 ~ 2015년 12월 23일 |                     |
| 양승태   | 36대           | 조은석(趙垠奭)                    | 2015년 12월 24일 ~ 2017년 7월 31일 |                     |
| 김명수   | 37대           | 김기동(金基東)                    | 2017년 8월 1일 ~ 2018년 6월 21일   |                     |
| 김명수   | 38대           | 노승권(盧承權)                    | 2018년 6월 22일 ~ 2019년 7월 31일  |                     |
| 김명수   | 39대           | 이영주(李英珠)                    | 2019년 8월 1일 ~ 2020년 1월 12일   |                     |
| 김명수   | 40대           | 윤대진(尹大鎭)                    | 2020년 1월 13일 ~ 2021년 6월 10일  |                     |
| 김명수   | 41대           | 한동훈(韓東勳)                    | 2021년 6월 11일 ~ 2022년 5월 17일  |                     |
| 김명수   | 직무대리       | 윤성식                            | 2022년 5월 18일 ~ 2023년 2월 19일  | 사법연수원 수석교수 |
| 김명수   | 직무대리       | 김성수                            | 2023년 2월 20일 ~ 2025년 2월 19일  | 사법연수원 수석교수 |
| 조희대   | 직무대리       | 이준명                            | 2025년 2월 20일 ~                  | 사법연수원 수석교수 |

## 같이 보기
- 사법연수원
- 사법연수원장